# Limba ainu
Limba ainu este limba vorbită de populația ainu din Japonia, iar în secolul trecut și în partea sudică a peninsulei Sahalin și, mai puțin, în insulele Kurile. Numărul celor care mai știu limba ainu în momentul de față (2013) nu este cunoscut. În 1991 mai erau 15 persoane.
Limba ainu nu are o legătură genealogică cu alte limbi care este general acceptată, și nu poate fi încadrată în nici o familie de limbi, deși unii cercetători cred că ar avea legături cu limba vorbită de populația indigenă (y)ezo (numită și emiși sau (y)ebisu) din nordul insulei Honshū, cu limbile altaice, cu cele austroneziene, sau paleosiberiene.
În limba ainu, ainu înseamnă om.

## Fonologie
Limba ainu are 5 vocale (/i/, /e/, /a/, /o/, /u/) și 12 consoane: 
- oclusive: /p/, /t/, /k/
- africate: /c/
- fricativă: /s/
- surdă: /h/
- lichidă: /r/
- nazale: /m/, /n/
- semivocale: /y/, /w/
- glotal-oclusivă: /'/

Structura silabică în dialectul Hokkaidō este CV(C)- C=consoană; V=vocală; în dialectul din Sahalin este CV(V)(C), cu vocale identice.
Accentul este final.
Din punct de vedere sintactic este o limbă SOV (subiect-obiect-verb), ca și limba japoneză. Folosește multe prefixe și sufixe, încât uneori un cuvânt este la fel de lung ca și propoziții întregi în alte limbi.
Substantivele limbii ainu nu au gen gramatical, caz sau număr, dar unele substantive au un fel de formă de genitiv.
Nu are scriere proprie, dar folosește o variantă modificată a silabarului japonez katakana, sau un alfabet derivat din literele latine. Ziarul Ainu Times le folosește pe ambele.
Populația ainu are o bogată tradiție orală.

## Vocabular
| Ainu       | /ai'nu     | Om             |
| Ape        | /a'pe      | Foc            |
| Kamui      | /ka'muĭ/   | Dumnezeu       |
| Kunnechupu | /kuneču'pu | Lună           |
| Kotan      | /ko'tan/   | Sat            |
| Konru      | /kon'ru/   | Gheață         |
| Sumari     | /ʃuma'ri   | Vulpe          |
| Tonota     | /tono'ta/  | Sake           |
| Nonno      | /no'ṇo/    | Floare         |
| Huci       | /ho:'ći/   | Bunică         |
| Pone       | /po'ne/    | Os             |
| Pirka      | /pir'ka/   | Frumos, Drăguț |
| Wakka      | /ʊaķa      | Apă            |

## Denumiri geografice japoneze originare din limba ainu
Unele exemple din Hokkaidō:
- Sapporo ← sat poro pet（Fluviu larg uscat）
- Tomakomai ← to mak oma nay （Râul din spatele mlaștinii）
- Wakkanai ← yam wakka nay（Mlaștina cu apă rece）
- Shiretoko← sir etok（Capătul pământului）
- Engaru← inkar ush （Loc cu vizibilitate bună)
- Monbetsu← moppet（Râu liniștit/mic）
- Furano ← huranuy（Loc care miroase urât）
- Muroran ← moruran（Loc cu pantă lină）

## Nume de animale etc. japoneze originare din limba ainu
- tonakai ←tunakay (ren)
- rakko ←rakko (vidră de mare)
- ottosei ←ottosey ←onnep（urs-de-mare, Callorhinus ursinus)
- etopirika ←etupirka (pasăre, Fratercula cirrhata)
- shishiamo ←susam ←susu（pește, Spirinchus lanceolatus)